# Jakobsgårdarna
Jakobsgårdarna, i folkmun kallat Jax, är en stadsdel i Borlänge som ligger ungefär tre och en halv kilometer från centrum i sydvästlig riktning, nära Kupolen, Högskolan Dalarna, Vägverket och Framtidsdalen. Stadsdelen gränsar till stadsdelarna Paradiset och Nygårdsdalen samt ligger nära Tjärna Ängar. 
SVT Nyheter/Dalarna rapporterar 20/10 2020 att en kvinna boende på Jakobsgårdarna säger: "Jag känner mig livrädd ibland" .. när hon kommer hem till sin trappuppgång på kvällarna. Samma dag säger  Jan Boman (S) till samma TV-kanal att han "..vill komma tillrätta med situationen i västra Borlänge.." [källa behövs]
SR P4 Dalarna rapporterar 24/5 2022 att kommunfullmäktige i Borlänge beslutat att sälja 762  kommunala lägenheter i Jakobsgårdarna, Nygårdsdalen och Skräddarbacken till privata aktörer. Orsaken framgår delvis av ett annat P 4-inslag samma dag: De lägenheter man vill sälja har ett stort renoveringsbehov. Kommunen vill få in pengar för att reparera andra lägenheter och bygga nya lägenheter. De boende fruktar (avsevärt) höjda hyror. [källa behövs]

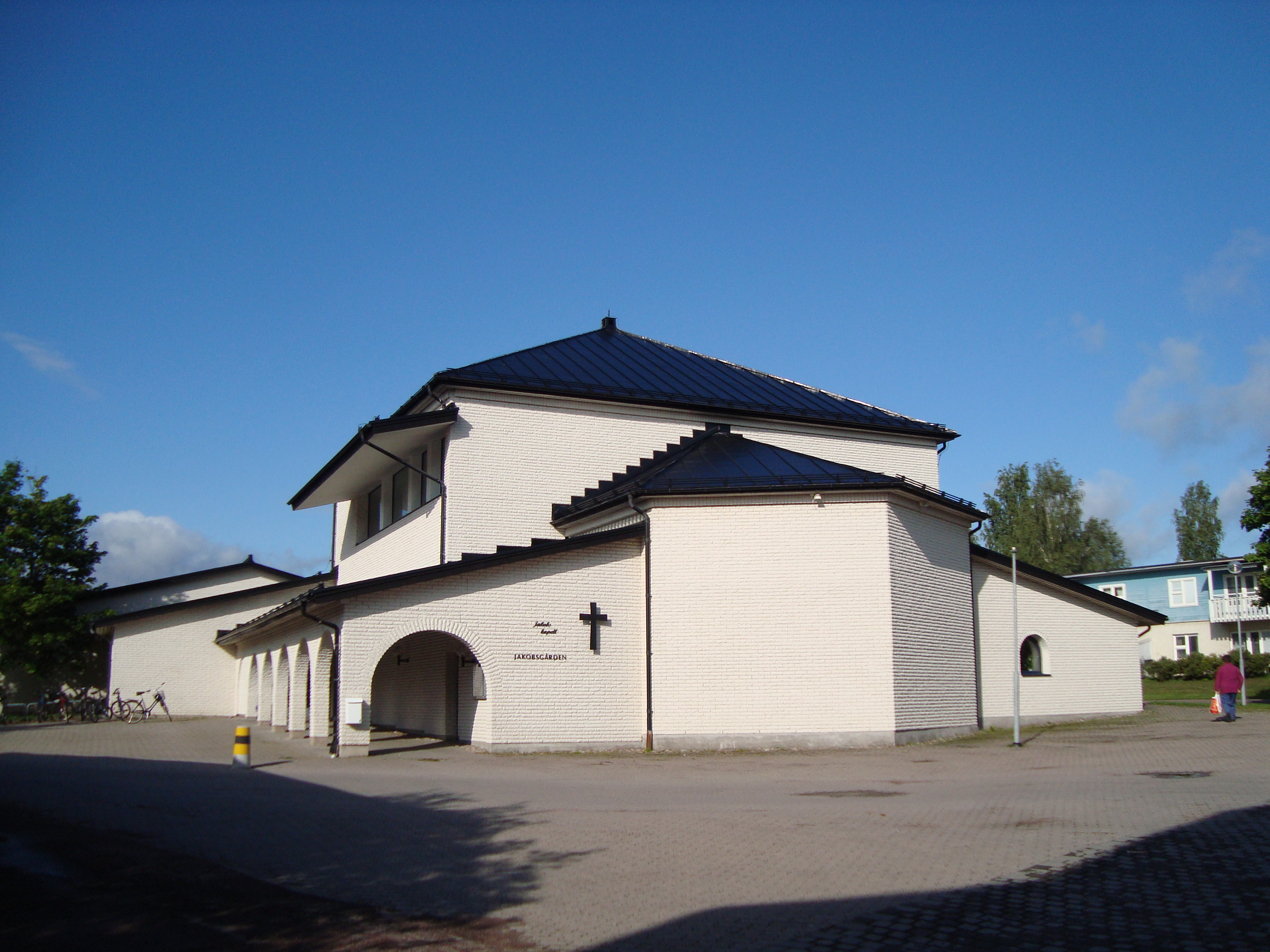
Jakobs kapell (Stora Tuna församling/EFS) i Jakobsgårdarna.
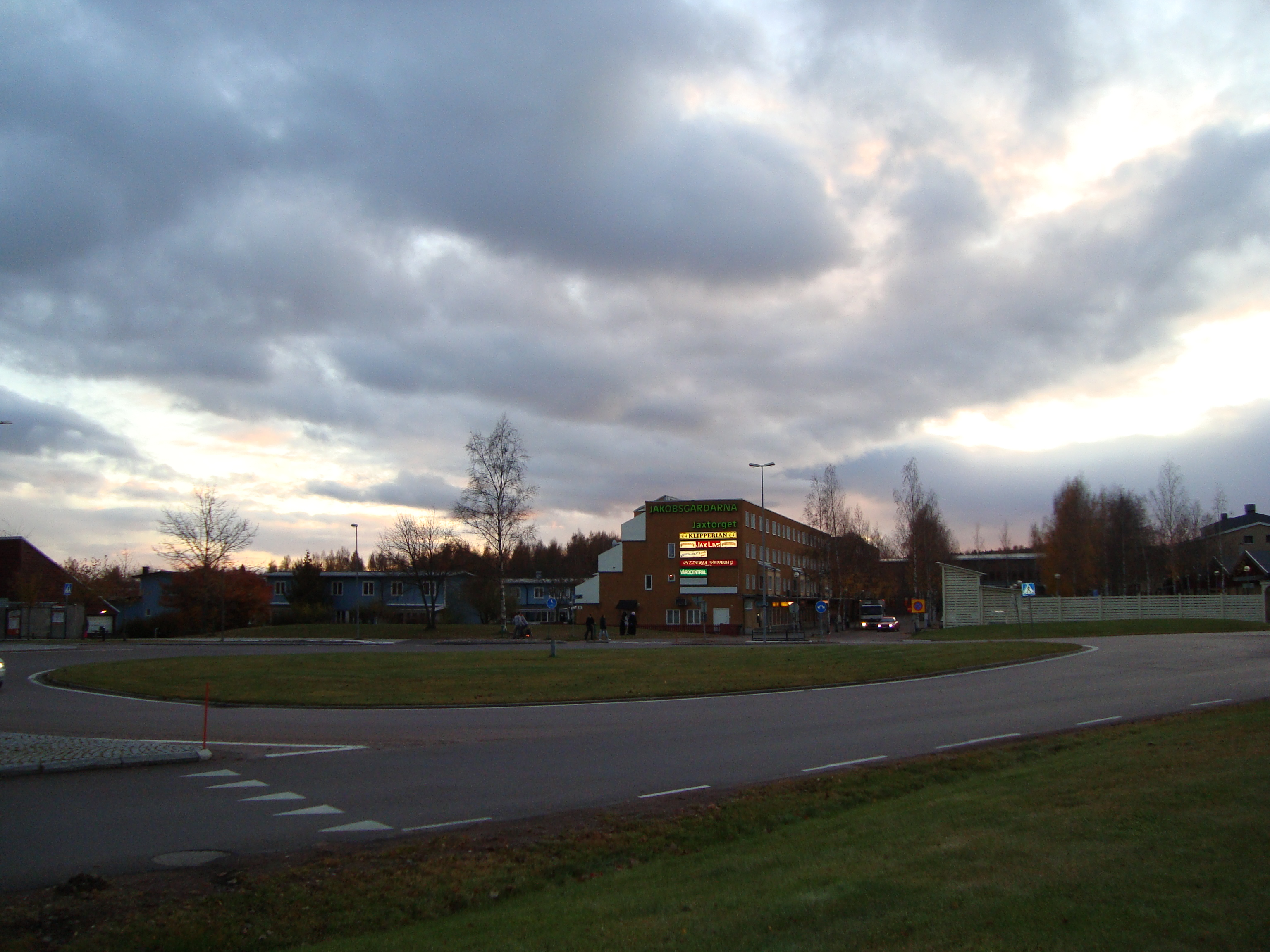
Jaxrondellen med Jaxtorget i bakgrunden.